# Calda House

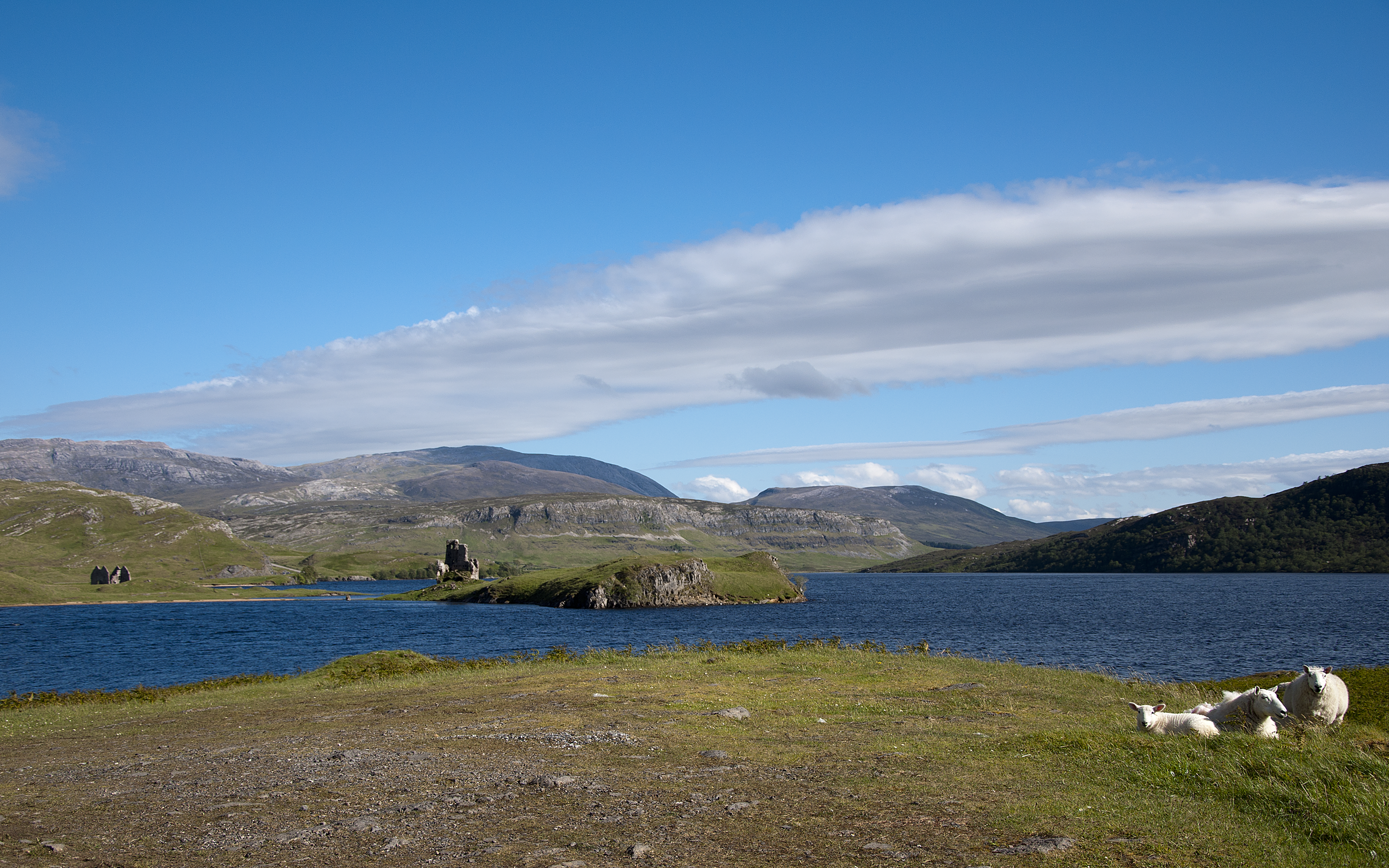
Situering van Calda House (links) bij Ardvreck Castle en Loch Assynt

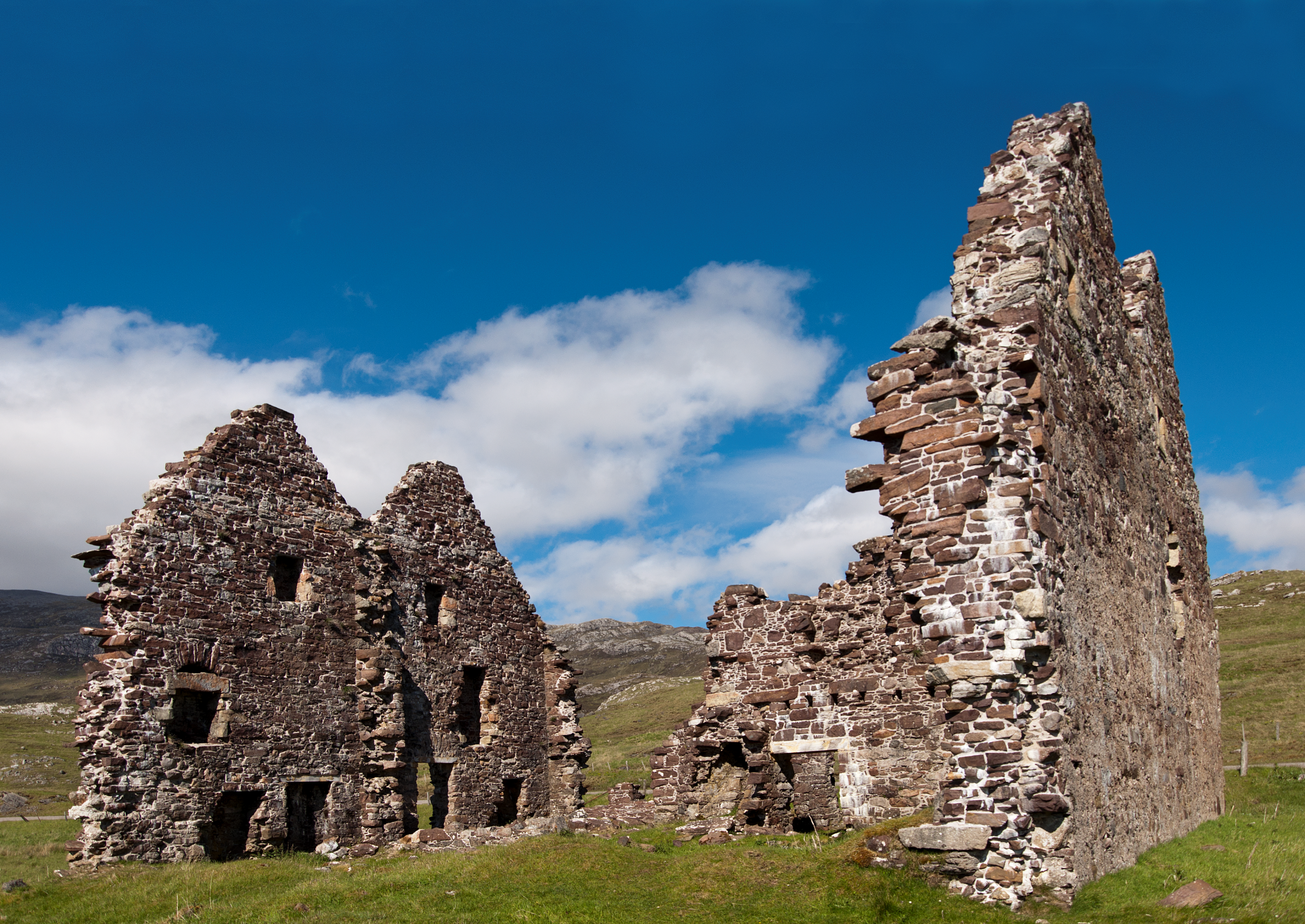
Calda House vanaf het oosten

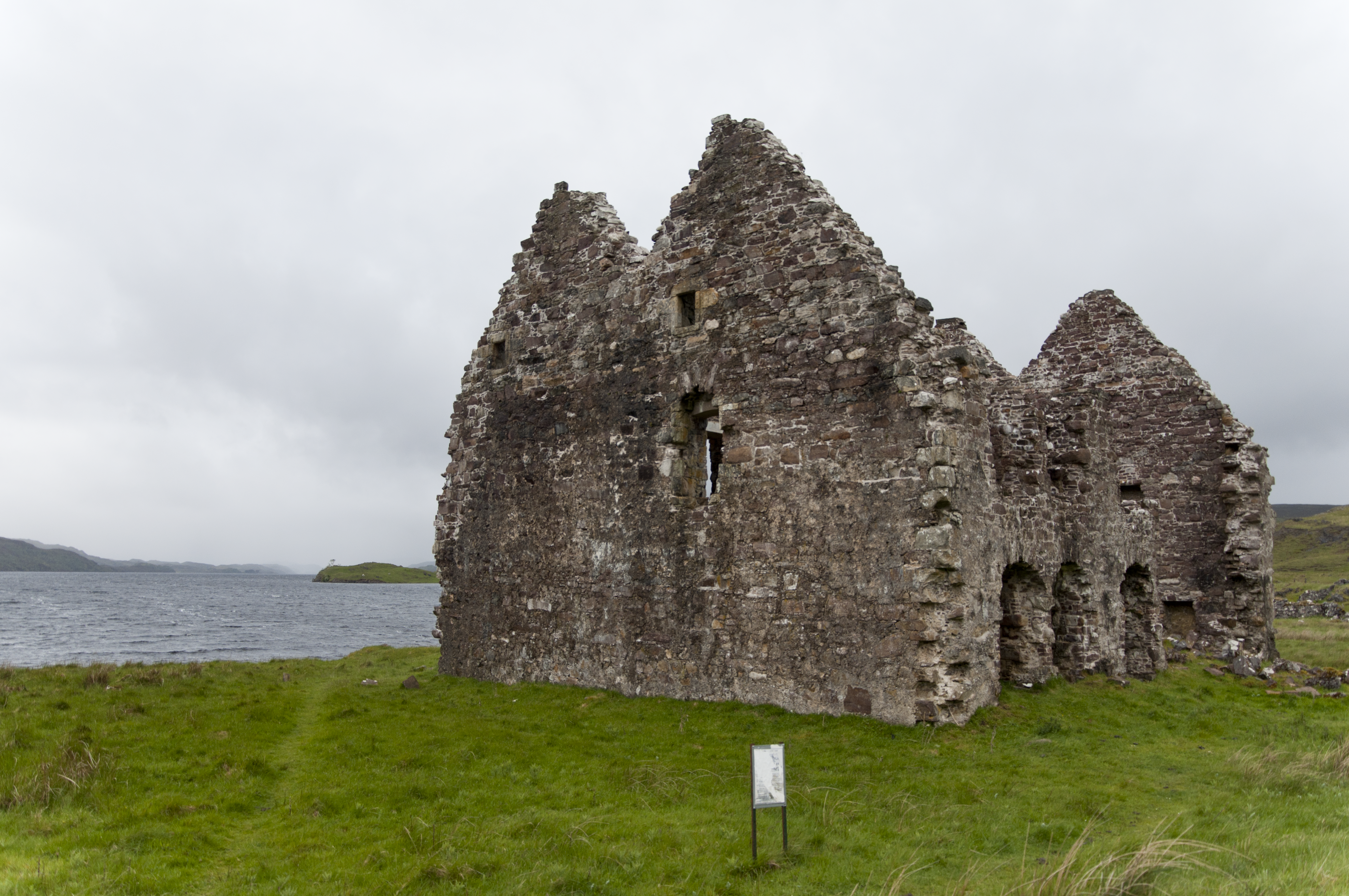
Calda House vanaf het westen

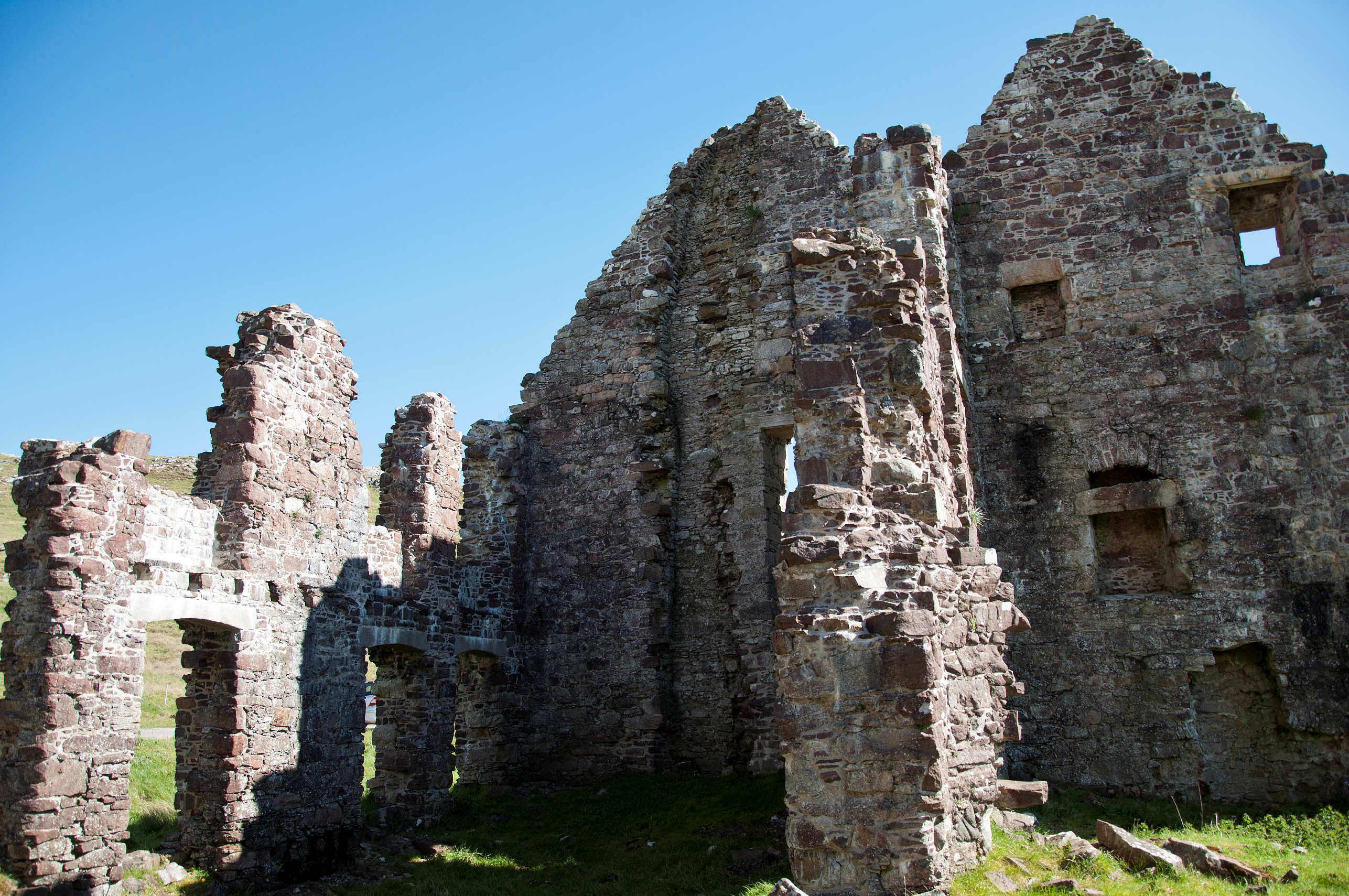
Calda House: zoals te zien is aan de bovenzijde van de gevel, was het dak M-vormig

Calda House, ook White House genoemd, is de ruïne van een achttiende-eeuws landhuis, gelegen 2,4 kilometer ten noordwesten van Inchnadamph in Sutherland, net ten westen van de A837, aan de noordzijde van Loch Assynt in de Schotse regio Highland.

## Geschiedenis
Calda House werd in 1726 gebouwd door Kenneth MacKenzie, Laird of Assynt, als nieuwe residentie in plaats van Ardvreck Castle. Er zijn ook bronnen die aangeven dat de residentie rond 1660 gebouwd zou zijn.
De familie MacKenzie was koningsgezind en steunde de koning financieel, waardoor ze een schuldenlast opbouwden; het hebben van een landhuis werd hiermee eigenlijk te duur. Van deze familie MacKenzie werd gezegd dat ze extravagante feesten hielden. Tien jaar na de bouw van Calda House stond de familie aan de rand van de financiële afgrond. In 1758 werd de familie min of meer gedwongen Calda House te verkopen aan de graaf van Sutherland, die als vijand van de familie werd gezien. In een nachtelijke aanval op 12 mei 1737 werd Calda House geplunderd en in brand gestoken door aanhangers van de MacKenzies uit Wester Ross, die niet wilden dat er ooit een Sutherland in Calda House zou wonen. Vijftig jaar later verdienden zes mannen 1 shilling en sixpence om per boot stenen van Calda House te vervoeren om in Kirkton (Inchnadamph) de eerste parochieschool te bouwen.
Aan het begin van de 20e eeuw stortte de grote, centrale schoorstenen in tezamen met het noordelijke deel van de binnenmuur.
In 2004 werd de ruïne geconsolideerd.

## Bouw
Calda House had oorspronkelijk een M-vormige dakconstructie. Het gebouw bestond een beneden- en twee bovenverdiepingen en een zolder. Het gebouw is noord-zuidelijk georiënteerd en is 16,5 meter lang en 13,5 meter breed. In 1794 werd het landhuis omschreven als beschikkende over veertien slaapkamers, elk met een eigen haard of schouw.

## Folklore
Toen de Brahan Seer (de ziener van Brahan) zag dat Calda House werd gebouwd, sprak hij de volgende profetie uit: the day would come when the trees would grow from the roof, and when they reached the height of the chimney, there would be bloodshed in Assynt (De dag zal komen dat de bomen groeien vanaf het dak en zodra ze de hoogte van de schoorsteen hebben bereikt zal er bloed worden vergoten in Assynt).

## Beheer
Calda House wordt beheerd door Historic Assynt.